# Embajada de España en Noruega
La Embajada de España en Noruega es la máxima representación legal del Reino de España en el Reino de Noruega. También esta acreditada en Islandia (1958).

## Embajador
La actual embajadora es María Isabel Vicandi Plaza, quien fue nombrada por el gobierno de Mariano Rajoy el 3 de febrero de 2017.

## Misión diplomática
El Reino de España concentra su actividad diplomática en la Embajada ubicada en Oslo, capital del país y que hasta 1924 se denominaba Cristianía.
Existen en Noruega un consulado honorario en Bergen, así como una serie de viceconsulados honorarios en Kristiansand, Trondheim, Tønsberg, Stavanger, Hammerfest. También existe un Consulado General Honorario ubicado en Reikiavik y un viceconsulado honorario en Seltjarnarnes.

## Historia
España reconoció a Noruega en 1905 tras su separación de Suecia poniendo fin a la Unión entre Suecia y Noruega que se había creado en 1814. En 1957 ambos estados elevaron sus relaciones diplomáticas a nivel de embajadores, en definitiva, las relaciones políticas bilaterales hispano-noruegas, desde entonces, han transcurrido tradicionalmente en un tono de amistad y cordialidad, existiendo un diálogo político continuo en temas de mutuo interés. Ambos estados pertenecen a la OTAN.

## Demarcación
Actualmente la Embajada española en Noruega está también acreditada en:
- Islandia: las relaciones diplomáticas entre España e Islandia se remontan al 24 de noviembre de 1949, cinco años después de que el país se convirtiera en una república, rompiendo, así, su vínculo con la corona danesa. Desde ese momento los embajadores españoles en Noruega quedaron acreditados ante las autoridades islandesas si bien tenía categoría de enviados extraordinarios y ministros plenipotenciarios. En 1965 el representante español fue elevado a la categoría de embajador, condición que disfrutaba en Noruega desde 1957.